# DB-Baureihe 709
1992 bestellte die Deutsche Reichsbahn drei Oberleitungsrevisionswagen (ORT) bei Plasser & Theurer mit der herstellerseitigen Typbezeichnung MTW (Motorturmwagen) 100.013. Bis zur Auslieferung an die DB AG vergingen aber noch zwei Jahre bis 1994. Die DB AG reihte diese Fahrzeuge als Baureihe 709 ein.

## Wagenkasten und Innenraum
Der Wagenkasten reicht bei dieser Baureihe fast über die gesamte Länge des Rahmens.
Im Innenraum des Triebwagens wurde an den Enden jeweils ein Führerstand montiert. Dazwischen sind Aufenthaltsräume und ein Messplatz installiert. In dem Messplatz ist der Bildschirm für die Videoüberwachung der Fahrleitung angebracht.

## Dachausrüstung
Auf dem Dach sind eine Hubarbeitsbühne, eine Seildrückanlage, zwei Fahrdrahtmessanlagen und ein Lehrstromabnehmer vorhanden.

## Antrieb
Für die Fortbewegung des Fahrzeugs ist ein unterflur angebrachter Zwölfzylinder-Dieselmotor vom Hersteller KHD verantwortlich. Der Motor des Types „B FL 513C“ überträgt sein Drehmoment über Gelenkwellen und ein hydrodynamisches Getriebe mit Wendegetriebe auf beide Achsgetriebe eines Drehgestells.
Während einer Arbeitsfahrt ist ein Vierzylinder-Motor von KHD im Einsatz. Dieser Motor verfügt über eine Leistung von 44 kW.